# Суперкубок Лиги ABA
Суперкубок Лиги ABA (англ. ABA League Supercup), также известный как Суперкубок Адриатической Лиги — ежегодный региональный международный баскетбольный турнир, в котором принимают участие команды из 6 постъюгославских стран (Боснии и Герцеговины, Северной Македонии, Сербии, Словении, Хорватии и Черногории) по итогам их выступления в Лиге ABA.

## История
24 июля 2017 года в ходе Ассамблеи Лиги ABA, проходившей в Белграде, было принято решение об организации Суперкубка Лиги ABA, в котором бы приняли участие 8 команд.
Команды из Боснии и Герцеговины, Республики Македония, Сербии, Словении, Хорватии и Черногории до распада Югославии принимали участие в подобном соревновании — Кубок Югославии разыгрывался в течение 33 лет (с 1959 по 1992 год, кроме 1961, 1963—68). В 1992 году сербский «Партизан» стал последним победителем этого турнира; наибольшее количество титутлов за всю его историю — у хорватской «Цибоны».
Первый розыгрыш Суперкубка Лиги ABA состоялся в 2017 году в черногорском Баре. «Црвена звезда», ставшая чемпионом Лиги ABA 2016/17, была вынуждена отказаться от участия в турнире, так как матчи Суперкубка проходили в дни проведения ею игр Евролиги. Первым победителем Суперкубка Лиги ABA стала хорватская «Цедевита Джуниор».
29 июня 2020 года Ассамблея Лиги ABA отменила турнир 2020 года, который должен был пройти 20—23 сентября 2020 года в Подгорице, из-за пандемии COVID-19.

## Финалы
| Сезон          | Место проведения турнира | Финал                           | Финал                           | Финал                           |
| Сезон          | Место проведения турнира | Победитель                      | Счёт                            | Финалист                        |
| -------------- | ------------------------ | ------------------------------- | ------------------------------- | ------------------------------- |
| 2017 Подробнее | Бар                      | Цедевита Джуниор                | 78:69                           | Будучност                       |
| 2018 Подробнее | Лакташи                  | Црвена звезда                   | 89:75                           | Будучност                       |
| 2019 Подробнее | Загреб                   | Партизан                        | 99:77                           | Цедевита Олимпия                |
| 2020 Подробнее | Подгорица                | Отменён из-за пандемии COVID-19 | Отменён из-за пандемии COVID-19 | Отменён из-за пандемии COVID-19 |
| 2021           | Не проводился            | Не проводился                   | Не проводился                   | Не проводился                   |
| 2022           | Не проводился            | Не проводился                   | Не проводился                   | Не проводился                   |

## Награды

### Лучший игрок турнира
| Сезон | Игрок             | Команда          | Ссылка  |
| ----- | ----------------- | ---------------- | ------- |
| 2017  | Андрия Стипанович | Цедевита Джуниор | [ 5 ]   |
| 2018  | Мухаммад Файе     | Црвена звезда    | [ 6 ]   |
| 2019  | Рашон Томас       | Партизан         | [ 7 ]   |
| 2020  | Отменён           | Отменён          | Отменён |